# Annette Becker
Pour les articles homonymes, voir Becker.
Annette Becker, née le 21 août 1953 à Bourgoin-Jallieu, est une historienne française, professeure émérite à l'université Paris-Nanterre et membre senior honoraire de l'Institut universitaire de France.

## Biographie

### Famille et formation
Ancienne élève du lycée Stendhal, Annette Becker est titulaire d'une maîtrise d'histoire obtenue à l'université de Grenoble 2.
Agrégée d'histoire, elle est docteure en histoire de l'EHESS et habilitée à diriger des recherches de l'université Lumière-Lyon-II.
Son père Jean-Jacques Becker et sa tante Annie Kriegel sont eux aussi historiens.

### Parcours professionnel
De 1978 à 1979, elle est professeure au collège Paul-Éluard de Noyon, puis, de 1981 à 1982 ainsi que de 1986 à 1989, au collège Clotaire-Baujoin à Thourotte.
De 1983 à 1986, elle est professeure au lycée français de New York.
De 1989 à 1994, elle est maître de conférences à l'université Lille-III, puis, à partir de 1994, professeure à l'université Paris-Nanterre.
Elle est nommée membre senior de l'Institut universitaire de France en 2009.

## Apport à l'histoire de la Première Guerre mondiale
Membre de l'Historial de la Grande Guerre à Péronne, Annette Becker s'est spécialisée dans l'étude de la Première Guerre mondiale et de ses représentations culturelles, religieuses en particulier. La publication de son principal ouvrage avec Stéphane Audoin-Rouzeau, Retrouver la guerre, a concrétisé le bouleversement de l'historiographie de la Grande Guerre. Ces deux auteurs s'attachent avant tout à comprendre les cultures de guerre et la dialectique entre la souffrance et le consentement ; en quoi la Première Guerre mondiale, avec cette acculturation à la violence, est un évènement paradigmatique du XXe siècle. Ce travail collectif, s'il a fait date en développant entre autres la thèse du consentement patriotique des soldats de la Grande Guerre, est à ce titre même discuté par certains historiens du CRID 14-18, de l'école historiographique dite de Craonne qui réfutent cette idée.
Annette Becker a poursuivi ses recherches en se concentrant sur les intellectuels contemporains de la Grande Guerre, tels que Maurice Halbwachs, Marc Bloch, ou encore Guillaume Apollinaire. Le postulat est toujours le même : s'intéresser à une figure extraordinaire de la Grande guerre, en démontrant en quoi ils sont des êtres humains banals illustrant comme n'importe quel contemporain, combattant ou civil, les affres du conflit, mais aussi des témoins permettant de comprendre, notamment au niveau intellectuel, culturel, artistique, comment la guerre a bouleversé, traumatisé les sociétés en guerre.
La biographie de guerre de Guillaume Apollinaire accentue tout particulièrement l'étude de l'impact de la Première Guerre mondiale, sur les arts, et met en exergue la place qu'a occupé le trauma pendant et après la guerre. Pour cet ouvrage Annette Becker a reçu le prix de la biographie de l'Académie française en 2010.

## Élargissement thématique
Depuis les années 1990, Annette Becker a élargi son champ de recherche, développant tout particulièrement l'étude du trauma, des enjeux mémoriels, des violences extrêmes contre les civils et des génocides, d'une guerre mondiale à l'autre.
Dans Messagers du désastre (Fayard, 2018), elle étudie le rôle de Jan Karski et de Raphael Lemkin pendant la Seconde Guerre mondiale. Par-delà le parcours de ces deux figures polonaises, qu'on peut qualifier de « lanceurs d’alerte », elle se demande pourquoi leur message et leur dénonciation de la Shoah furent inaudibles. Sa réflexion s'étend aux autres génocides du XXe siècle, puisque la conclusion s'intitule : « Arméniens, Juifs et Tutsi du Rwanda ».
Dans Voir la Grande Guerre. Un autre récit (Armand Colin, 2014), elle analyse les expressions visuelles de la guerre, en notant que la « difficile représentation de la violence » atteste que « la très longue mémoire du conflit et ses refoulements continuent de hanter l’imaginaire collectif ». Au-delà de la réflexion historiographique, il s'agit d'une approche des sources qui "décloisonne les arts et les périodes".
Elle a fait partie de la Commission sur le racisme et le négationnisme à l'université Jean-Moulin-Lyon-III de 2001 à 2004, puis de la mission d'étude sur les génocides et les violences de masse en 2017-2018.

## Publications
- Les Monuments aux morts : patrimoine et mémoires de la grande guerre, Paris, Ed. Errance, 1988.
- La guerre et la foi, de la mort à la mémoire Paris, Armand-Colin, 1994.
- Oubliés de la Grande guerre : humanitaire et culture de guerre, 1914-1918 : populations occupées, déportés civils, prisonniers de guerre, Paris, Noêsis, 1998.
- Journaux de combattants et de civils de la France du Nord dans la Grande Guerre, Villeneuve-d'Ascq, Presses Univ. du Septentrion, 1998.
- (avec Stéphane Audoin-Rouzeau), La Grande Guerre : 1914-1918, Paris, Gallimard, coll. « Découvertes Gallimard / Histoire » (no 357), 1998.
- (avec Stéphane Audoin-Rouzeau), 14 - 18, retrouver la guerre, « Bibliothèque des Histoires », Gallimard, 2000.
- Maurice Halbwachs : un intellectuel en guerres mondiales 1914-1945, Paris, Viénot, 2003.
- (avec Étienne Bloch),  Marc Bloch: L'histoire, la guerre, la résistance, Paris, Gallimard, « Quarto », 2006.
- (avec Georges Bensoussan), Violences de guerre, violences coloniales, violences extrêmes avant la Shoah, Revue d'histoire de la Shoah, 189 (2008).
- Guillaume Apollinaire : une biographie de guerre : 1914-1918-2009, Paris, Tallandier, 2009.
- Les cicatrices rouges 1914-1918, France et Belgique occupées, Paris, A. Fayard, 2010.
- Voir la Grande Guerre, un autre récit, Paris, Armand-Colin, 2014.
- Messagers du désastre. Raphael Lemkin, Jan Karski et les génocides, Paris, Fayard, 2018.

## Distinctions

### Décorations
Le 15 novembre 1999, Annette Becker est nommée au grade de chevalier dans l'ordre national du Mérite au titre de « professeur d'université ; 22 ans de services civils. » puis faite chevalier le 12 mars 2000. Elle est promue au grade d'officier le 2 mai 2012 au titre de « professeure des universités ».
Le 21 mars 2008, Annette Becker est nommée au grade de chevalier dans l'ordre national de la Légion d'honneur au titre de « professeure d'histoire ; 30 ans de services civils » puis faite chevalier le 22 juin 2008. Elle est promue au grade d'officier le 13 juillet 2019 au titre de « historienne, professeure des universités à l'université Paris-Nanterre ».

### Prix
En 2010, elle reçoit le prix Honneur et Patrie pour son ouvrage Guillaume Apollinaire : une biographie de guerre.

## Pour approfondir